# Nina Morić
Nina Morić (Zagreb, 22. srpnja 1976.) hrvatska je manekenka i foto model. 

## Životopis
Odrasla je u zagrebačkom naselju Špansko gdje je i pohađala Osnovnu školu Tituša Brezovačkog. Za vrijeme studija prava, osvojila je titulu Miss Hrvatske, a zatim je 1996. godine sudjelovala na natjecanju "Elite Look of the Year" i osvojila drugo mjesto. Nakon toga, potpisala je dvogodišnji ugovor vrijedan 75 tisuća dolara za hrvatsku modnu agenciju Midiken. Iako je nastavila studirati pravo, povremeno je radila za neke od prestižnih modnih kuća u Milanu.
Glumila je u spotu za pjesmu Tonija Cetinskog - "Tvoje tijelo", 1995. godine.
Godine 1998. ponovno je sudjelovala na natjecanju "Elite Look of the Year" i ovaj put osvojila prvo mjesto ponijevši titulu manekenke godine. Ova pobjeda omogućila joj je potpisivanje dvogodišnjeg ugovora za poznatu modnu kuću L.A. Models.
Preselivši se u Los Angeles, počela je raditi za poznate modne kuće, kao što su primjerice što su Versace, Erreuno, Les Copains, Roberto Cavalli, Valentino, Gai Mattiolo, RoccoBarocco, Fausto Sarli, Gattinoni, Mariella Burani, Angelo Marani, Marina Spadafora, Simonetta Ravizza, Guillermina Baeza, Jesus Del Pozo. 
Godine 1999., glumila je u spotu za pjesmu Rickyja Martina, Livin' La Vida Loca. Također, Jim Carrey želio ju je angažirati u nastavku svog filma Maska, ali na kraju su pregovori propali, a i sam Carrey je napustio projekt.
Budući da je bila popularna i u Italiji, dobila je ponudu da postane TV dopisnik emisije Torno Sabato Rai 1. Nastupala je na RAI 2 u različitim emisijama, a također je snimila više reklama za parfeme, modne kuće i satove Citizen.

## Vanjske poveznice
- Nina Morić u internetskoj bazi filmova IMDb-u (engl.)